# If de Fortingall
L'if de Fortingall est un vieil if (Taxus baccata) qui se trouve dans le cimetière du village de Fortingall à Perth and Kinross en Écosse. Son âge est estimé à entre 2 000 et 5 000 ans, ce qui en fait l'un des plus vieux arbres d'Europe.

## Présentation
Des études récentes, tendent à démontrer qu'il serait plus proche de la limite inférieure de 2000 ans. Cette estimation basse en fait tout de même l'un des plus vieux arbres recensés d'Europe.
Son tronc faisait 16 mètres de circonférence en 1769. Il n'est maintenant plus formé que de deux restes de troncs séparés. C'est le résultat de l'enlèvement de nombreux morceaux de son bois, en guise de souvenirs, par les touristes du XIXe siècle. En dehors de cela, l'arbre est en bonne santé et peut vivre encore pendant plusieurs siècles.
Il est désormais protégé par un mur mais peut toujours être vu facilement.